# Танджунгбалай
Танджунгбалай (индон. Tanjungbalai) — город в Индонезии, расположенный на территории провинции Северная Суматра. Территория города выделена в самостоятельную административную единицу — муниципалитет.

## Географическое положение
Город находится в северо-восточной части провинции, на севере острова Суматра, на левом берегу реки Асахан. Абсолютная высота — 19 метров над уровнем моря.

Танджунгбалай расположен на расстоянии приблизительно 135 километров к востоку-юго-востоку (ESE) от Медана, административного центра провинции.

## Население
По данным официальной переписи 2010 года, население составляло 154 445 человек.
Динамика численности населения города по годам:
| 1990   | 2000    | 2005    | 2010    | 2012    |
| ------ | ------- | ------- | ------- | ------- |
| 81 160 | 119 112 | 133 897 | 154 445 | 162 144 |

В этническом составе населения преобладают малайцы (70 %).